# Bathydorus
Bathydorus is een geslacht van sponsdieren uit de klasse van de Hexactinellida.

## Soorten
- Bathydorus fimbriatus Schulze, 1886
- Bathydorus laevis Schulze, 1896
- Bathydorus laniger Kahn, Geller, Reiswig & Smith Jr., 2013
- Bathydorus servatus Topsent, 1927
- Bathydorus spinosissimus Lendenfeld, 1915
- Bathydorus spinosus Schulze, 1886
- Bathydorus uncifer Schulze, 1899